# Gorbátov
Gorbátov (en ruso: Горба́тов) es una ciudad del óblast de Nizhni Nóvgorod, Rusia, situada a la orilla del río Oká —uno de los principales afluentes del Volga— en la región Meshchiora. Su población es de unos 2300 habitantes en el año 2010.

## Historia
La ciudad se fundó por la tribu Meshchiora durante la Edad Media. La primera documentación que se tiene es como una vótchina o finca en 1565.
- Datos: Q134473
- Multimedia: Gorbatov / Q134473